# Tim Breithaupt
Tim Breithaupt (Offenburg, 7 febbraio 2002) è un calciatore tedesco, centrocampista dell'Augusta.

## Carriera

### Club
Cresciuto nei settori giovanili di Offenburger e Friburgo, nel 2017 si trasferisce al Karlsruhe, con cui esordisce in prima squadra il 2 gennaio 2021, nella partita di campionato vinta per 2-4 contro il Kickers Würzburg. Il 26 gennaio firma il primo contratto professionistico con il club biancoblù, di durata triennale.

### Nazionale
Ha giocato nelle nazionali giovanili tedesche Under-20 ed Under-21.

## Statistiche

### Presenze e reti nei club
Statistiche aggiornate al 18 maggio 2024.
| Stagione         | Squadra          | Campionato       | Campionato | Campionato | Coppe nazionali | Coppe nazionali | Coppe nazionali | Coppe continentali | Coppe continentali | Coppe continentali | Altre coppe | Altre coppe | Altre coppe | Totale | Totale |
| Stagione         | Squadra          | Comp             | Pres       | Reti       | Comp            | Pres            | Reti            | Comp               | Pres               | Reti               | Comp        | Pres        | Reti        | Pres   | Reti   |
| ---------------- | ---------------- | ---------------- | ---------- | ---------- | --------------- | --------------- | --------------- | ------------------ | ------------------ | ------------------ | ----------- | ----------- | ----------- | ------ | ------ |
| 2020-2021        | Karlsruhe        | 2.BL             | 6          | 0          | CG              | 0               | 0               | -                  | -                  | -                  | -           | -           | -           | 6      | 0      |
| 2021-2022        | Karlsruhe        | 2.BL             | 29         | 0          | CG              | 4               | 0               | -                  | -                  | -                  | -           | -           | -           | 33     | 0      |
| 2022-2023        | Karlsruhe        | 2.BL             | 22         | 1          | CG              | 2               | 1               | -                  | -                  | -                  | -           | -           | -           | 24     | 2      |
| Totale Karlsruhe | Totale Karlsruhe | Totale Karlsruhe | 57         | 1          |                 | 6               | 1               |                    | -                  | -                  |             | -           | -           | 63     | 2      |
| 2023-2024        | Augusta          | BL               | 16         | 0          | CG              | 1               | 0               | -                  | -                  | -                  | -           | -           | -           | 17     | 0      |
| Totale carriera  | Totale carriera  | Totale carriera  | 73         | 1          |                 | 7               | 1               |                    | -                  | -                  |             | -           | -           | 80     | 2      |